# Buccinum percrassum
Buccinum percrassum är en snäckart som beskrevs av Dall 1883. Buccinum percrassum ingår i släktet Buccinum och familjen valthornssnäckor. Inga underarter finns listade i Catalogue of Life.